# Centropyge heraldi
Centropyge heraldi е вид бодлоперка от семейство Pomacanthidae. Видът не е застрашен от изчезване.

## Разпространение и местообитание
Разпространен е в Австралия, Американска Самоа, Вануату, Гуам, Индонезия, Кирибати (Феникс), Малки далечни острови на САЩ (Лайн, Остров Бейкър и Хауленд), Маршалови острови, Микронезия, Науру, Ниуе, Нова Каледония, Острови Кук, Палау, Папуа Нова Гвинея, Питкерн, Провинции в КНР, Самоа, Северни Мариански острови, Соломонови острови, Тайван, Токелау, Тонга, Фиджи, Филипини, Френска Полинезия (Туамоту) и Япония.
Обитава океани, морета, лагуни и рифове. Среща се на дълбочина от 1,8 до 83,2 m, при температура на водата от 22,6 до 29 °C и соленост 34,1 – 35,4 ‰.

## Описание
На дължина достигат до 12 cm.
Популацията на вида е стабилна.